# Ajgedzor (Sjunik)
Ajgedzor – wieś w Armenii, w prowincji Sjunik. W 2011 roku liczyła 9 mieszkańców.